# Novalis
Novalis, właściwie Georg Philipp Friedrich Freiherr von Hardenberg (ur. 2 maja 1772 w Oberwiederstedt, niedaleko Hettstedt w Saksonii, zm. 25 marca 1801 w Weißenfels) – niemiecki poeta i prozaik, jeden z najważniejszych przedstawicieli okresu wczesnego romantyzmu, uważany czasem za jednego z twórców tego kierunku.

## Życiorys
Pochodził z głęboko religijnej protestanckiej rodziny; jego ojciec był dyrektorem saliny. W wieku 10 lat został oddany do szkoły religijnej, z której szybko odszedł, nie mogąc dostosować się do panujących tam rygorów. Jeszcze przed studiami zetknął się, głównie za sprawą swojego wuja, z kulturą francuską i ideami racjonalizmu. W latach 1790–1791 studiował prawo na uniwersytecie w Jenie (gdzie poznał Schillera). Studia ukończył z wynikiem celującym w Wittenberdze w 1793. W tym samym czasie studiował także w Lipsku. Oprócz prawa studiował filozofię i nauki przyrodnicze (Naturwissenschaft). Po studiach rozpoczął pracę zawodową jako urzędnik w kopalni i warzelni soli w Weißenfels, dokąd wcześniej przeniósł się jego ojciec. Pracował tam z przerwą na kolejne studia aż do pogorszenia stanu zdrowia w 1800. W marcu 1795 zaręczył się bez wiedzy rodziców z miłością swojego życia – trzynastoletnią Sophie von Kühn, która zmarła w marcu 1797. Pod koniec 1797 rozpoczął studia z mineralogii w akademii górniczej Freiberger Bergakademie. Również drugie zaręczyny w 1798 z Julie von Charpentier nie doprowadziły do małżeństwa. Zmarł na gruźlicę.

## Poglądy
Novalis uważany jest za jednego z prekursorów niemieckiej szkoły romantycznej. Jest autorem eseju Wiara i miłość, czyli król i królowa (Glauben und Liebe oder Der König und die Königin), w którym przeciwstawia się racjonalizmowi. Uważał, że wszystkie sfery życia i funkcjonowania państwa przenikać powinna wartość symbolizowana przez królową, czyli miłość. Drugą, obok uczuciowości, wartością dla społeczeństwa powinna zostać wiara. Novalis opowiadał się za katolicyzmem jako tym, który realizuje idee jedności oraz hierarchii i równocześnie pozwala jednostce na indywidualny rozwój. Postulował powrót Europy do stanu zjednoczenia sprzed reformacji, co było zgodne z popularną w romantyzmie inspiracją wiekami średnimi.

## Twórczość
Zasłynął jako wielki artysta fragmentu. Wszystkie jego większe dzieła (z wyjątkiem Hymnów do nocy) to kompozycje otwarte bądź utwory niedokończone.
- Fragmenten – zbiór pism filozoficznych
- Die Lehrlinge zu Sais (Uczniowie z Sais) – fragmenty powieści
- Die Christenheit oder Europa (Chrześcijaństwo, czyli Europa) – rozprawa filozoficzna gloryfikująca średniowiecze, katolicyzm i monarchię

- Hymnen an die Nacht (Hymny do nocy) – zbiór poezji (1800)

Zdaniem Novalisa noc jest prawdziwsza niż dzień, bardziej pociągająca, piękniejsza, a także mająca świętą siłę (z powodu narodzin Chrystusa). To, co dzienne i ziemskie okazuje się złudzeniem, realnością jest natomiast noc otwierająca drogę do poznania ukrytej krainy ducha.
- Geistliche Lieder (Pieśni duchowe) – zbiór wierszy religijnych (1802)

Novalis powraca do tradycji średniowiecznej mistyki niemieckiej. Głosi konieczność wyrzeczenia się własnej woli, kreśli rozpaczliwy obraz człowieka oddzielonego od Boga. Wybiera estetykę prostoty, daleką od wizjonerstwa cechującego najważniejszego jego dzieło – powieść Henryk von Ofterdingen.
- Heinrich von Ofterdingen – fragmenty powieści

Dzieło nieukończone należące do gatunku powieści edukacyjnej. Zostało później opatrzone przez innego romantyka, Ludwiga Tiecka, rodzajem konspektu ujawniającego autorskie plany. Novalis podjął polemikę z Wilhelmem Meistrem Goethego, tworząc zupełnie inny obraz artysty i jego drogi do sztuki. Swego bohatera uczynił poetą wędrującym po świecie w czasach, które nie znały jeszcze druku. Ściśle połączona z muzyką poezja spełniała wówczas funkcję filozofii, zachowując mistyczny kontakt z zaświatami. Z ukrytej przed oczami niewtajemniczonych sfery pochodzi błękitny kwiat, jaki widuje w snach tytułowy bohater powieści. U Novalisa sny są jednak nie mniej rzeczywiste niż życie na jawie. Henryk jest poeta, jego przeznaczeniem będzie wędrówka, podróż edukacyjna zakończona aktem mistycznej inicjacji. Kolejnymi nauczycielami stają się: Górnik, Pustelnik, a przede wszystkim stary mistrz, poeta Klingsohr, w którym badacze rozpoznają Goethego. Celem sztuki winno być pogodzenie „wszystkich czasów, wszystkich miejsc, wszystkich pejzaży”, pojednanie człowieka z naturą, harmonią rozumu, serca i wyobraźni, stan określany mianem „Złotego Wieku”. Powieść zamyka fantastyczna baśń, pełna ukrytych alegorii i symboli. Postacie utworu ulegają tajemniczym metamorfozom, śmierć nie istnieje, mamy jedynie do czynienia z przemianą, początkiem życia wiecznego. Błękitny kwiat poezji okazuje się kwiatem przyniesionym z ogrodu mistycznego.